# Sapientza
Isla Sapientza (en griego: Σαπιέντζα) es una isla griega en la costa sur del Peloponeso. Es administrativamente parte del municipio de Methóni en la unidad periférica de Mesenia. El censo de 2011 reportó una población de dos habitantes. Se encuentra en el Mar Mediterráneo a unos 2 km al sur de la ciudad portuaria de Metone (Mesenia) y es una de las Islas Jónicas. Uno de los bosques más antiguos (15.000 años) del Mediterráneo está aquí. La isla posee una flora exuberante. Al suroeste de Sapienza está el punto más profundo del Mediterráneo, conocido como la fosa de Calipso. El punto más alto de la isla está a 219 m. En la parte sur de la isla hay un faro construido en 1885.